# Arne (mitología)
En la mitología griega, Arne (en griego antiguo Ἄρνη), también llamada Melanipa (Μελανίππη) o Antíope (Ἀντιόπη), es un personaje femenino que tuvo por padre a Eolo, sin que pueda asegurarse si se trata del Eolo Hipótada o del Eolo Helénida. Sea como fuere fue madre de dos gemelos: Eolo y Beoto, o bien Beoto y Helén. Por ellos se la considera la antecesora de los beocios y de los conquistadores de las islas Eolias del mar Tirreno. Tanto Diodoro como Higino cuentan una historia similar: Arne o Melanipa es seducida por el dios Poseidón que la posee y queda encinta, ante lo cual su padre la repudia, pues no la creen cuando dice que es un dios quien ha engendrado en ella.

## Versión de Diodoro Sículo
La versión de Diodoro Sículo sigue así. De Deucalión nación Helén, de este Eolo y de este Mimante y sus hermanos. Hípotes, nacido de Mimante, engendró al segundo Eolo con Melanipe, y Arne, que era hija de ese Eolo, fue fecundada por Poseidón, y con él concibió a Beoto. Eolo, no creyendo que se hubiera unido a Poseidón y reprochándole su deshonor, entregó a Arne a un extranjero de Metapontio que entonces residía allí y le dio la orden de que se la llevara a Metapontio. El extranjero hizo lo que se le había ordenado, y Arne, cuando ya vivía en Metapontio, dio a luz a Eolo y a Beoto, a los que el metapontio, que no tenía hijos, adoptó acatando un oráculo. Cuando ya fueron hombres, estalló en Metapontio una revuelta y se apoderaron del reino utilizando la fuerza. Después, cuando Arne tuvo una disputa con Autólite, la mujer del metapontio, acudieron en ayuda de su madre y mataron a Autólite. Pero el metapontio se indignó por lo ocurrido, y ellos, tras equipar unas naves y tomar consigo a Ame, se hicieron a la mar con muchos amigos. Eolo ocupó las islas del mar Tirreno que por él se llaman Eolias, y fundó una ciudad a la que dio el nombre de Lípara. Beoto hizo rumbo a casa de Eolo, el padre de Arne, y tras ser adoptado por él, le sucedió en el trono de Eólide; y llamó al país Arne por su madre, y a los habitantes les dio el nombre de beocios, derivado de su propio nombre.

## Versión de Higino
Higino narra la historia de la muchacha en una fábula que resume la tragedia de Eurípides Melanipa prisionera, quien a su vez escribió la continuación del mito en la Melanipa filósofa. La versión de Higino es la que sigue:
Neptuno (Poseidón) sedujo a Melanipa, una muchacha muy hermosa, hija de Desmontes, o como alegan otros poetas, de Eolo. De esa unión nacieron dos hijos.tras dar a luz a los dos gemelos, Melanipa fue castigada por Desmontes, su padre, dejándola ciega y encerrándola en una prisión, mientras que a los niños los abandonó en el monte Pelión para que fueran devorados por las fieras. Sin embargo, una vaca que los encontró los alimentó con su leche y el pastor al ver el prodigio decidió tomarlos bajo su cuidado. En aquellos días, Metaponto, rey de Icaria, había amenazado a su esposa, Téano, con el exilio si ésta no le daba hijos, pues sospechaba que era estéril. Ella, buscando ayuda, pidió a los pastores que le cedieran un niño que pudiera presentar al rey. Ellos le dieron a los dos gemelos que Téano presentó a Metaponto como propios. Pero poco después Téano tuvo al fin hijos de Metaponto. Como Eolo y Beoto eran hijos de un dios, eran más hermosos que sus propios hijos, y Metaponto sentía preferencia por ellos, lo que provocó los celos y la ira de la reina. Temiendo que el reino no fuera a parar a sus propios hijos, les instruyó para que, aprovechando una ausencia de Metaponto, fueran de caza al bosque con sus hermanastros y les dieran muerte. Sin embargo, cuando la lucha entre ellos comenzó, Poseidón ayudó a Eolo y Beoto que consiguieron vencer y matar a sus hermanastros. Cuando se presentaron en el palacio con los cadáveres, la reina Téano se suicidó con un cuchillo. Eolo y Beoto huyeron junto a los pastores que les habían acogido. Allí, Poseidón les reveló su verdadero origen, que él era su padre y que su verdadera madre permanecía todavía en prisión. Los gemelos fueron en busca de Desmontes al que dieron muerte, y liberaron a su madre cuya visión fue restaurada por Poseidón. Sus hijos volvieron con ella a Icaria y revelaron a Metaponto la traición de Téano. Metaponto los aceptó de nuevo, se casó con Melanipa y adoptó a los gemelos como sus herederos. Ambos fundaron ciudades con su nombre, según dice Higino, en la Propóntide: Beocia y Eolia.

## Versión de Robert Graves
En su libro Los mitos griegos, Robert Graves realiza una hábil síntesis de las diferentes versiones del mito en relación con la estirpe de Helén y de Eolo. Relaciona el mito de Helén, Eolo y Arne con los movimientos migratorios tribales sucedidos en la antigua Grecia y la toma por los eolios de los centros prehelénicos de culto al caballo. En su versión, Eolo hijo de Helén seduce a una de las hijas del centauro Quirón, Tía (Melanipa según la cita original de Higino en su Astronomía Poética), transformada en yegua por Poseidón para ocultar el embarazo al centauro, y engendra en ella a Melanipa, que nace en forma de potro. Poseidón le devuelve al potro su forma humana dándole el nombre de Arne. La niña es dada por Eolo a un tal Desmontes para ocultársela a Quirón. Llegada a la mayoría de edad, Arne es seducida por Poseidón que da a luz a dos gemelos, Eolo y Beoto. Graves continua con la versión de Higino hasta la muerte de Téano y la adopción por Metaponto de los gemelos. Entonces retoma la versión de Diodoro para narrar como Metaponto decide dejar a Arne y volver a casarse con una mujer llamada Autolita. Eolo y Beoto se ponen del lado de su madre, matan a Autolita y huyen con ella para refugiarse en el palacio de su abuelo Eolo Helénida.

## Menciones ulteriores
Arne también es citada por otros mitógrafos. Pausanias en su libro noveno, dice que «contigua a Lebadea está Queronea. La ciudad era llamada antiguamente Arne. Dicen que Arne era una hija de Eolo y por ésta tomó su nombre también otra ciudad de Tesalia». Arne también aparece como nombre de ciudad beocia en el Catálogo de naves del canto segundo de la Ilíada. En Las metamorfosis de Ovidio, Arne es una mujer que traiciona a su patria, la isla de Sifnos. La referencia aparece en el episodio de Minos y Céfalo del libro II, donde la isla de Sifnos es una de las aliadas del cretense rey Minos. Ovidio cuenta que Arne, tras recibir el pago en oro por su traición, fue transformada en grajo. Algunas referencias actuales incluyen a Arne en la lista de las ninfas, haciéndola hija de Eolo Helénida o de Eolo Hipotada, o de Quirón, pero las fuentes clásicas son confusas en este sentido y probablemente asimilan Arne con otros personajes que tienen el nombre de Melanipa. También se cree que Arne podría ser una hija de Asopo en los textos hesiódicos. Arne y Poseidón engendraron a Onquesto, epónimo de Onquesto.  Según Tzetzes Arne es una ciudad de Beocia que lleva el nombre de Arne, nodriza de Poseidón, porque cuando Crono buscaba a Poseidón negó tenerlo.